# 西村繁男 (絵本作家)
西村 繁男（にしむら しげお、1947年1月10日 - ）は、日本の絵本作家。高知県高知市出身。神奈川県相模原市在住。妻は絵本作家のいまきみち、娘は絵本作家のにしむらあつこ。

## 来歴
中央大学商学部、セツ・モードセミナー卒業。大学卒業後、同郷で高校の先輩である田島征三と出会い、「ベトナムの子供を支援する会」の野外展に出品して学ぶ。そこで知り合った大友康夫のテキストに絵をつけた『くずのはやまのきつね』が最初の絵本作品となった。和紙に日本画の絵の具を使って作品を描くことが多い。
『おふろやさん』、『にちよういち』、『やこうれっしゃ』等の作品では、物語を考えるのが苦手だったことから、銭湯、故郷高知の日曜市、夜行列車といった日常の人の営みを取材・観察し、細部まで絵に描きいれていくスタイルをとった。
『ぼくらの地図旅行』『絵で読む広島の原爆』（いずれも文：那須正幹）、『絵で見る日本の歴史』等では地域や歴史の全体像を俯瞰で描いている。二十代半ばからベトナムの会を通じて被爆者の語り部と知り合い、佐伯敏子と作成を進めたものの中止になっていた絵本が心に残っていたが、那須のテキストと広島での取材等によって1995年に『絵で読む広島の原爆』として出版された。
後年では、『みんなであそぼう』、『がたごと がたごと』（文：内田麟太郎）など、取材によらず、頭の中で作った世界を自由に描いた絵本も刊行している。
『絵で見る日本の歴史』で第8回（1985年）絵本にっぽん大賞、『ぼくらの地図旅行』で第12回（1989年）絵本にっぽん賞、『絵で読む広島の原爆』で第43回（1996年）産経児童出版文化賞、『がたごと がたごと』で第5回（1999年）日本絵本賞受賞。